# Welcome to Samdal-ri
Welcome to Samdal-ri (hangul: 웰컴투 삼달리) (bra: De Volta às Raízes) é uma série de televisão sul-coreana escrita por Kwon Hye-joo, dirigida por Cha Young-hoon e estrelada por Ji Chang-wook e Shin Hye-sun. Foi ao ar na JTBC de 2 de dezembro de 2023 a 21 de janeiro de 2024, todos os sábados e domingos às 22h30 (KST). A série também está disponível em plataformas de streaming, como no TVING, na Coreia do Sul, e na Netflix, em regiões selecionadas.

## Sinopse
Ambientado na Ilha de Jeju, a história gira em torno de dois amigos de infância, Cho Yong-pil (Ji Chang-wook) e Cho Sam-dal (Shin Hye-sun). Depois de perder sua mãe devido a um boletim meteorológico equivocado, Yong-pil decide se tornar um meteorologista para proteger os habitantes mais velhos de sua cidade natal. No entanto, sua paixão e recusa em deixar passar a desinformação lhe valeram a reputação de um homem teimoso. Por outro lado, Sam-dal muda-se para Seul (mudando seu nome para Cho Eun-hye) com o objetivo de ir atrás de seu sonho de ser uma fotógrafa de moda. No entanto, quando sua vida desmorona repentinamente, ela retorna à sua cidade natal, onde se reconecta com Yong-pil. Apesar de um incidente que os separou, os dois amigos continuam a sentir um afeto mútuo um pelo outro.

## Elenco

### Principal
- Ji Chang-wook como Cho Yong-pil[9]

Um meteorologista da Administração Meteorológica da Ilha de Jeju.
- Shin Hye-sun como Cho Sam-dal/Cho Eun-hye[9]

Fotógrafa da indústria da moda que passa a atender pelo nome de Cho Eun-hye.

### De apoio

#### A família de Sam-dal
- Kim Mi-kyung como Go Mi-ja[10]
  - Chung Ye-jin como Mi-ja jovem[11]

Mãe de Sam-dal e líder do grupo haenyeo local.
- Seo Hyun-chul como Cho Pan-sik[12]
  - Lee Suk-hyeong como Pan-sik jovem

Pai de Sam-dal e motorista de ônibus na ilha de Jeju.
- Shin Dong-mi como Cho Jin-dal[13]

Irmã mais velha de Sam-dal e ex-comissária de bordo.
- Kang Mi-na como Cho Hae-dal[14]

Irmã mais nova de Sam-dal.
- Kim Do-eun como Cha Ha-yul[12]

Filha de Hae-dal.

#### Família de Yong-pil
- Yu Oh-seong como Cho Sang-tae[12]
  - Yoo Hee-je como Sang-tae jovem[15]

Pai de Yong-pil que trabalha na prefeitura.
- Jung Yoo-mi como Bu Mi-ja[16]
  - Oh Woo-ri como Mi-ja jovem[17]

A falecida mãe de Yong-pil.

#### Amigos de Sam-dal e Yong-pil
- Kang Young-seok como Boo Sang-do[18]

O melhor amigo de Sam-dal e Yong-pil. Há muito tempo ele desenvolve uma paixão por Sam-dal e é um dos habitantes mais bem-sucedidos da vila.
- Lee Jae-ganhou como Wang Kyung-tae[19][20]

O melhor amigo de Sam-dal e Yong-pil. É segurança na Administração Meteorológica da Ilha de Jeju.
- Bae Myung-jin como Cha Eun-woo[19][20]

O melhor amigo de Sam-dal e Yong-pil. É funcionário na Administração Meteorológica da Ilha de Jeju.

#### Pessoas ao redor das três irmãs
- Yang Kyung-won como Jeon Dae-young[21]

Ex-marido de Jin-dal e CEO do Grupo AS.
- Kang Gil-woo como Go Cheol-jong[22]

Secretário de Dae-yeong.
- Kim Min-chul como Gong Ji-chan[23]

CEO do Dolphin Center, um grupo de proteção de golfinhos-nariz-de-garrafa do sul de Jeju.

#### Habitantes de Samdal-ri
- Baek Hyun-joo como Oh Geum-sul[24]

Mãe de Kyung-tae e uma das haenyeo da vila.
- Kim Mi-hwa como Yang Bu-ja[25]

Mãe de Eun-woo e uma das haenyeo da vila
- Yoon Jin-seong como Jeon He-ja[21]

Mãe de Sang-do, umas das haenyeo de Samdal-ri e dona do melhor restaurante de Jeju.
- Kim Ja-young como Yang Geum-ok[26]

Avó materna de Yong-pil que sofre de demência.
- Yoo Sun-woong como Bu Dae-chun[27]

Avô materno de Yong-pil.
- Kim Hak-sun como Boo Dae-song[27]

Pai de Sang-do.
- Byun Jong-su como Wang Seong-gu[27]

Pai de Kyung-tae.
- Yoo Seung-il como Cha Man-deok[27]

Pai de Eun-woo.
- Sazal Mahamud como Kim Man-soo[27]

Um estrangeiro que trabalha na Lucky Convenience Store de Kyung-tae.

#### Administração Meteorológica da Ilha de Jeju
- Lee Tae-hyung como Han Seok-gyu[28]

Gerente de divisão do departamento de previsão e superior de Yong-pil.
- Kim Hyun-mok como Kang Baek-ho[28]

Colega de departamento de Yong-pil.

#### Pessoas ao redor de Jo Eun-hye
- Jo Yun-seo como Bang Eun-ju[21]

Assistente do 3moon Studio e fotógrafa amadora que faz uma falsa acusação contra Sam-dal, resultando em sua volta para sua cidade natal.
- Han Eun-seong como Cheon Chung-gi[29]

Ex-namorado de Sam-dal que é editor da Revista X.
- Kim A-young como Go Eun-bi[21]

Assistente do 3moon Studio.
- Lee Do-hye como Yang Ji-eun[21]

Assistente do 3moon Studio.

### Participações especiais
- Kim Tae-hee como ela mesma[30][31]
- Kim Dae-gon como repórter An Kang-hyun[32]

## Produção

### Elenco
Em 19 de junho de 2023, Ji Chang-wook e Shin Hye-sun foram confirmados para serem os protagonistas da série.

## Trilha sonora

### Álbum de trilha sonora
O álbum de trilha sonora da série foi lançado em 2 de fevereiro de 2024.
| Disc 1         |                                 |                |         |  |
| N.º            | Título                          | Artista        | Duração |  |
| 1.             | "Short Hair" (단발머리)         | DK (Seventeen) | 3:41    |  |
| 2.             | "Beautiful Day"                 | Gemini         | 4:09    |  |
| 3.             | "Dream" (꿈)                    | Taeyeon        | 3:58    |  |
| 4.             | "Reunion" (추억속의 재회)       | Shin Seung-hun | 4:17    |  |
| 5.             | "In My Heart" (그대 내 맘에)    | Bumjin         | 3:30    |  |
| 6.             | "Good Person" (좋은 사람)       | Kim Na-young   | 3:34    |  |
| 7.             | "Song of the Sea" (바다의 노래) | LeeZe          | 3:57    |  |
| 8.             | "Dance" (춤)                    | Dori           | 2:49    |  |
| Duração total: | Duração total:                  | Duração total: | 60:49   |  |

| Disc 2 |                                       |                      |         |  |
| N.º    | Título                                | Artista              | Duração |  |
| 1.     | "Welcome to Samdalri" (웰컴투 삼달리) | Gaemi, Shoon         | 1:41    |  |
| 2.     | "Lonely Samdal"                       | Park Jong-mi         | 2:34    |  |
| 3.     | "I Believe"                           | Lee Seong-gu         | 2:43    |  |
| 4.     | "Western Jeju" (웨스턴 제주)          | Jeon Chanwoong       | 2:19    |  |
| 5.     | "You and I" (너랑 나랑 둘이)          | Lee Joon-hwa         | 2:53    |  |
| 6.     | "I Love You" (사랑한다고요)           | Gaemi                | 2:44    |  |
| 7.     | "Bright Whistle" (자식 복은 무신)     | Gaemi, Hong Dong-pyo | 1:21    |  |
| 8.     | "Incomplete"                          |                      |         |  |
| 9.     | "Incomplete"                          |                      |         |  |
| 10.    | "Incomplete"                          |                      |         |  |
| 11.    | "Incomplete"                          |                      |         |  |
| 12.    | "Incomplete"                          |                      |         |  |
| 13.    | "Incomplete"                          |                      |         |  |
| 14.    | "Incomplete"                          |                      |         |  |
| 15.    | "Incomplete"                          |                      |         |  |
| 16.    | "Incomplete"                          |                      |         |  |
| 17.    | "Incomplete"                          |                      |         |  |
| 18.    | "Incomplete"                          |                      |         |  |
| 19.    | "Incomplete"                          |                      |         |  |
| 20.    | "Incomplete"                          |                      |         |  |
| 21.    | "Incomplete"                          |                      |         |  |
| 22.    | "Incomplete"                          |                      |         |  |
| 23.    | "Incomplete"                          |                      |         |  |
| 24.    | "Incomplete"                          |                      |         |  |
| 25.    | "Incomplete"                          |                      |         |  |
| 26.    | "Incomplete"                          |                      |         |  |
| 27.    | "Incomplete"                          |                      |         |  |
| 28.    | "Incomplete"                          |                      |         |  |
| 29.    | "Incomplete"                          |                      |         |  |
| 30.    | "Incomplete"                          |                      |         |  |
| 31.    | "Incomplete"                          |                      |         |  |

### Welcome to Samdal-ri From CHO YONG PIL (2024 Remastering)
| Lançado em 20 de janeiro de 2024 |                                  |                |         |  |
| N.º                              | Título                           | Artista        | Duração |  |
| 1.                               | "Dream" (꿈)                     | Cho Yong-pil   | 4:45    |  |
| 2.                               | "Reunion" (추억속의 재회)        | Cho Yong-pil   | 4:40    |  |
| 3.                               | "Mona Lisa" (모나리자)           | Cho Yong-pil   | 4:05    |  |
| 4.                               | "Spinning Life" (돌고 도는 인생) | Cho Yong-pil   | 3:20    |  |
| 5.                               | "MADOYO" (마도요)                | Cho Yong-pil   | 3:14    |  |
| Duração total:                   | Duração total:                   | Duração total: | 20:04   |  |

### Singles
| Part 1 (Lançado em 3 de dezembro de 2023) |                                |                |         |  |
| N.º                                       | Título                         | Artista        | Duração |  |
| 1.                                        | "Short Hair" (단발머리)        | DK (Seventeen) | 3:41    |  |
| 2.                                        | "Short Hair" (단발머리; Inst.) |                | 3:41    |  |
| Duração total:                            | Duração total:                 | Duração total: | 7:22    |  |

| Part 2 (Lançado em 10 de dezembro de 2023) |                         |                |         |  |
| N.º                                        | Título                  | Artista        | Duração |  |
| 1.                                         | "Beautiful Day"         | Gemini         | 4:09    |  |
| 2.                                         | "Beautiful Day" (Inst.) |                | 4:09    |  |
| Duração total:                             | Duração total:          | Duração total: | 8:18    |  |

| Part 3 (Lançado em 17 de dezembro de 2023) |                     |                |         |  |
| N.º                                        | Título              | Artista        | Duração |  |
| 1.                                         | "Dream" (꿈)        | Taeyeon        | 3:58    |  |
| 2.                                         | "Dream" (꿈; Inst.) |                | 3:58    |  |
| Duração total:                             | Duração total:      | Duração total: | 7:56    |  |

| Part 4 (Lançado em 24 de dezembro de 2023) |                                  |                |         |  |
| N.º                                        | Título                           | Artista        | Duração |  |
| 1.                                         | "Reunion" (추억속의 재회)        | Shin Seung-hun | 4:17    |  |
| 2.                                         | "Reunion" (추억속의 재회; Inst.) |                | 4:17    |  |
| Duração total:                             | Duração total:                   | Duração total: | 8:34    |  |

| Part 5 (Lançado em 30 de dezembro de 2023) |                                     |                |         |  |
| N.º                                        | Título                              | Artista        | Duração |  |
| 1.                                         | "In My Heart" (그대 내 맘에)        | Bumjin         | 3:30    |  |
| 2.                                         | "In My Heart" (그대 내 맘에; Inst.) |                | 3:30    |  |
| Duração total:                             | Duração total:                      | Duração total: | 7:00    |  |

| Part 6 (Lançado em 7 de janeiro de 2024) |                                  |                |         |  |
| N.º                                      | Título                           | Artista        | Duração |  |
| 1.                                       | "Good Person" (좋은 사람)        | Kim Na-young   | 3:34    |  |
| 2.                                       | "Good Person" (좋은 사람; Inst.) |                | 3:34    |  |
| Duração total:                           | Duração total:                   | Duração total: | 7:08    |  |

| Part 7 (Lançado em 13 de janeiro de 2024) |                                        |                |         |  |
| N.º                                       | Título                                 | Artista        | Duração |  |
| 1.                                        | "Song of the Sea" (바다의 노래)        | LeeZe          | 3:57    |  |
| 2.                                        | "Song of the Sea" (바다의 노래; Inst.) |                | 3:57    |  |
| Duração total:                            | Duração total:                         | Duração total: | 7:54    |  |

| Part 8 (Lançado em 14 de janeiro de 2024) |                     |                |         |  |
| N.º                                       | Título              | Artista        | Duração |  |
| 1.                                        | "Dance" (춤)        | Dori           | 2:49    |  |
| 2.                                        | "Dance" (춤; Inst.) |                | 2:49    |  |
| Duração total:                            | Duração total:      | Duração total: | 5:38    |  |

## Recepção

### Audiência
| Temporada | Temporada | Ep. 1 | Ep. 2 | Ep. 3 | Ep. 4 | Ep. 5 | Ep. 6 | Ep. 7 | Ep. 8 | Ep. 9 | Ep. 10 | Ep. 11 | Ep. 12 | Ep. 13 | Ep. 14 | Ep. 15 | Ep. 16 |
| --------- | --------- | ----- | ----- | ----- | ----- | ----- | ----- | ----- | ----- | ----- | ------ | ------ | ------ | ------ | ------ | ------ | ------ |
|           | 1         | 1.205 | 1.262 | 1.169 | 1.522 | 1.597 | N/A   | N/A   | N/A   | N/A   | N/A    | 1.666  | 2.251  | 2.138  | 2.398  | 2.583  | 2.965  |

| Ep. | Data de transmissão original | Parcela média de audiência (Nielsen Korea) | Parcela média de audiência (Nielsen Korea) |
| Ep. | Data de transmissão original | Nacional                                   | Seul                                       |
| --- | ---------------------------- | ------------------------------------------ | ------------------------------------------ |
| 1 | 2 de dezembro de 2023        | 5.193% (1º)                                | 5.283% (1º)                                |
| 2 | 3 de dezembro de 2023        | 5.276% (1º)                                | 5.552% (1º)                                |
| 3 | 9 de dezembro de 2023        | 5.324% (1º)                                | 6.329% (1º)                                |
| 4 | 10 de dezembro de 2023       | 6.509% (1º)                                | 7.255% (1º)                                |
| 5 | 16 de dezembro de 2023       | 6.689% (1º)                                | 6.528% (1º)                                |
| 6 | 17 de dezembro de 2023       | 8.295% (1º)                                | 9.2%                                       |
| 7 | 23 de dezembro de 2023       | 6.382% (1º)                                | 6.6%                                       |
| 8 | 24 de dezembro de 2023       | 7.913% (1º)                                | 7.9%                                       |
| 9 | 30 de dezembro de 2023       | 8.109% (1º)                                | 8.8%                                       |
| 10 | 31 de dezembro de 2023       | 8.227% (1º)                                | 8.7%                                       |
| 11 | 6 de janeiro de 2024         | 7.282% (2º)                                | 8.037% (1º)                                |
| 12 | 7 de janeiro de 2024         | 9.788% (1º)                                | 10.597% (1º)                               |
| 13 | 13 de janeiro de 2024        | 9.324% (1º)                                | 10.389% (1º)                               |
| 14 | 14 de janeiro de 2024        | 10.068% (1º)                               | 10.790% (1º)                               |
| 15 | 20 de janeiro de 2024        | 10.365% (1º)                               | 10.919% (1º)                               |
| 16 | 21 de janeiro de 2024        | 12.399% (1º)                               | 13.081% (1º)                               |
| Média | Média                        | 7.946%                                     | 8.498%                                     |
| - Na tabela acima, os números em azul representam a audiência média mais baixa e os números em vermelho representam a audiência média mais alta. - Este drama foi ao ar em um canal a cabo/TV paga que normalmente tem uma audiência relativamente menor em comparação com a TV aberta/emissoras públicas como, por exemplo, (KBS, SBS, MBC, e EBS). |                              |                                            |                                            |

### Prêmios e indicações
| Cerimônia de premiação | Ano  | Categoria                | Nomeado/trabalho | Resultado | Ref.   |
| ---------------------- | ---- | ------------------------ | ---------------- | --------- | ------ |
| Baeksang Arts Awards   | 2024 | Melhor atriz coadjuvante | Shin Dong-mi     | Indicado  | [ 46 ] |